# Bloodline (Alex Warren e Jelly Roll)
Bloodline è un singolo del cantante statunitense Alex Warren e Jelly Roll, pubblicato il 23 maggio 2025 come secondo estratto dal primo album in studio You'll Be Alright, Kid.

## Video musicale
Il video musicale, diretto da B.K. Barone è stato pubblicato il 30 maggio 2025.

## Tracce
1. Bloodline – 3:02